# Tramvajová doprava ve Słupsku
V polském městě Słupsk byla mezi lety 1910 a 1959 v provozu tramvajová doprava.

## Historie
Pravidelný provoz byl zahájen v roce 1910 na dvou tratích o rozchodu 1000 mm. První vedla z hlavního nádraží přes střed města ke kasárnám, druhá linka končila u Severního lesa (Lasek Północny). Oba úseky byly jednokolejné s výhybnami. Vozovna byla situována v dnešní ulici Kopernika. Rozšíření sítě nastalo v roce 1913, kdy byly postaveny nové tratě po ulicích Mostnika, Szczecińské, Poznańské, Mierosławskiego, Arciszewskiego a po aleji Sienkiewicza. Kromě toho byla zdvoukolejněna trať v ulici Wojska Polskiego. Ve 20. letech dosahovala délka tramvajových tratí ve Słupsku přibližně 10 km. Po druhé světové válce bylo rozhodnuto o zrušení zastaralé a nevyhovující tramvajové dopravy a jejím nahrazení dopravou autobusovou. Poslední tramvaje ve Słupsku vyjely v roce 1959.

## Linky
Seznam linek v roce 1925
|  | Bahnhof (dworzec) – Bahnhofstraße (Wojska Polskiego) – Ringstraße (Łajming) – Neutorstraße (Nowobramska) – Markt (Rynek) – Schmiedestraße (Kowalska) – Wilhelmstraße (Armii Krajowej) – Quebbenstraße (Henryka Pobożnego) – Chausseestraße (Garncarska) – Sandberg (Wiejska) – Blücherstraße (Bohaterów Westerplatte) – Kaserne (koszary) – Mackensenstrasse (Arciszewskiego). |
|  | Schlawerstraße (Szczecińska) – Hospitalstraße (Tuwima) – Stephanplatz (Plac Zwycięstwa) – Neutorstraße (Nowobramska) – Markt (Rynek) – Wilhelmstraße (Armii Krajowej) – Blumenstraße (Partyzantów) – Präsidentenstraße (Kilińskiego) – Kassuberstraße (Kaszubska) – Waldkater (Lasek Północny).                                                                                |
|  | Bahnhof (dworzec) – Bahnhofstraße (Wojska Polskiego) – Bismarckplatz (aleje Sienkiewicza) – Holstentorstraße (Grodzka) – Markt (Rynek) – Langestraße (Mostnika) – Mönchstraße (Dominikańska) – Bütowerstraße (Lutosławskiego a Poznańska) – Bütower Chaussee (Poznańska). |

Seznam linek v roce 1959
| Linka | Trasa |
| ----- | --- |
|       | Dworzec – Wojska Polskiego – Łajming – Nowobramska – Rynek – Kowalska – Armii Krajowej – Henryka Pobożnego – Garncarska – Wiejska – Bohaterów Westerplatte – Arciszewskiego |
|       | Szczecińska – Tuwima – Nowobramska – Rynek – Armii Krajowej – Partyzantów – Kilińskiego – Kaszubska – Lasek Północny                                                        |